# Parmezan
Parmezan (tal. Parmigiano Reggiano), tvrdi, polumasni žuti sir od neobranog kravljeg mlijeka. Pikantnog je okusa i mirisa. Potječe iz okolice talijanskog grada Parme, odakle mu dolazi ime.